# El Empalme (canton)
El Empalme est un canton d'Équateur situé dans la province de Guayas.